# Ben Badis (Sidi Bel Abbès)
Ben Badis (în arabă ابن باديس) este o comună din provincia Sidi Bel Abbès, Algeria.
Populația comunei este de 20.346 de locuitori (2008).